# 十日町市松代ファミリースキー場
十日町市松代ファミリースキー場（とおかまちしまつだいファミリースキーじょう）は、新潟県十日町市松代に位置するほくほく線沿線の市営スキー場。松代総合開発・上越観光開発共同事業体が指定管理者となっている。

## 概要
国土庁の雪国快適環境整備事業による補助金を受けて1991年12月に当時の松代町に新設されたスキー場であり、初級者・中級者向けのフラットな斜面が特徴である。スノーボードは全面滑走可。
第2リフトは平日運休、土日のみの運転である。ローカルゲレンデとしては珍しくナイター営業を行っているが、第2リフトのナイター営業は原則として土曜日のみとなっている。

## コース
- 上級コース
- 初中級コース

　※上級コースと初中級コースは連続している。
- 中級コース
- 初級コース

## 施設
- リフト

ペア2基
- スキーセンター

## アクセス
- 鉄道

北越急行ほくほく線まつだい駅から南西へ徒歩約15分

- 自動車

関越自動車道六日町ICより国道253号経由で約50分